# サンブーカ
サンブーカ（イタリア語: Sambuca）とは、イタリア特産のアニス風味リキュールで無色透明の甘い伝統的混成酒である。風味をつける原料にはアニス（anice verde＝緑のアニス）の種子やスターアニス（八角）などが用いられ、自然由来のアネトール成分が１リットル中1グラム以上2グラム以下、アルコール度数は38度以上、そして甘味成分は転化糖として換算した時１リットル中350グラム以上含むものとEUの法で規定されている。

## 「無色透明」のサンブーカという表現
サンブーカは無色透明が原則だが、黒い色のアニス風味リキュールが近年「黒いサンブーカ」として販売されたため、区別するために本来のサンブーカに「無色透明の」という形容詞が付けられて呼ばれた時期もあったが、その後イタリアの伝統的な酒としてサンブーカの名称がEUの法で保護され、その過程でサンブーカの最低限の定義が明文化されたため、本稿ではその規制の定義に従って無色透明のリキュールがサンブーカという原則に沿って記述する。

## サンブーカという名称の由来
サンブーカは、様々な原料を使って製造されているリキュールである。サンブーカという酒名の由来となっているのは、原料の1つとして使用されることがある、エルダー（セイヨウニワトコ）が関係していると一般に言われている。ただし、酒名の由来の詳細については諸説ある。まず、酒名はエルダー・ベリーを意味する「サンブークス・ニグラ」に由来するという説が存在する。他に、酒名はニワトコ（エルダー）のラテン名である「サンブカス」に由来するという説が存在する。さらに、サンブーカはイタリア特産のリキュールの1つとしても知られているわけだが、イタリアのフィレンツェ南部のサンブーカ村の付近はエルダーの特産地として知られ、ここのエルダーはレンプクソウ科のニワトコ属（サンブースク）に属しており、そのエルダーを使ってこの酒が誕生したことから、酒名はサンブーカとなったという説も存在する。これらに対し、全く異なる説を取る者もいる。サンブーカは、実は元々アラブから伝来した酒であり、このサンブーカという名は、「バラの芳香」という意味のアラビア語が訛化したものであるという説である。この日本の文献による日本語の「バラの芳香」がどのようなアラビア語の単語を指しているのは不明だが、イタリア語や英語の文献ではこのアラビア語はzammutで、その意味は「良い香り（アラビア語での綴り提示無し）」としているものや、「静寂（アラビア語: صمت）」としているものがあり意見の一致には至っていない。

### サンブーカの名付け親の主張
アニゼット（アニス酒）は古くから地中海沿岸の地域で広く飲用されていたが、1851年にサンブーカの名（Antica Sambuca Manzi 1851）で初めて商業販売を始めたのはルイージ・マンズィ（Luigi Manzi）で、彼がサンブーカと名を付けた理由を記した当時の手紙がマンズィ家に保管されている。それによると 彼の故郷のイスキア島とナポリの港を行き来する船頭たちはsambuchelli（サムブシェリ=アニス酒を売る人）若しくはacquaiol（アクアイオル＝水を売る人）と呼ばれており、彼らは街や畑を訪れては水とアニス酒を売って肉体労働者や農民達の喉の渇きを癒していたことから、彼らにあやかり名を付けたとしている 。
但しsambuchelliから名前をあやかったとしても、その意味はアニス酒を売る人ではなく、ただ単にある一家の姓なのではないかという説もある。

## 概要
サンブーカは特定の規定を満たしたアニス風味リキュールの総称で、銘柄も1つではない。成分も銘柄によって差があるので一概には言えないが、アルコール度数は38度以上でなくてはならない。同様にエキス分もまちまちであり、21％～33％程度とする書籍もあるが、下記の「サンブーカの銘柄」の節にあるように、もっとエキス分の多い銘柄も複数存在する。

### サンブーカの原料
サンブーカの原料は銘柄によって違っているが、以下のような原料が使用されているとされる。
書籍や文献によってよってまちまちではあるが、アニス（anice verde＝緑のアニス）、スターアニス（八角）、リコリス（甘草）、フェンネル、コリアンダー、エルダー（西洋ニワトコ）の花、オレンジの花、ミント、クローブ、タイム、エルダーベリー、ビター・オレンジの果皮、ニガヨモギ、白胡椒、(食用に適する特定の）アイリスなどといったものが、酒に香味を添えるために用いられる原料として挙げられている。
その中でもアネトール成分を多く含むマツブサ科のスターアニスとセリ科の「緑のアニス」は重用される 。スターアニスは低木から採取されるに対して、セリ科のアニスは一年草で、名前が似ている二つのアニスの区別を強調する時にセリ科のものは「緑の」と形容詞が付けられることがある。もっともセリ科のアニスで実際に使われるのは葉や茎の部分でなく、種のように見える果実、アニス果（別名：アニシード）である。本稿では違いを明確にするため「緑のアニス」から採取される材料は以降アニシードと統一する。
他に、砂糖、水、蒸留酒がサンブーカの原料として挙げられる。

#### 材料の一部を公表している製造者
企業秘密と思われる一部の原料名は未だ伏せているものの、部分的に香味材料を公表している蒸留所が近年増えている。
- サンブーカ製造大手のモリナリ社（イタリア語版）は公式ウェブサイトで同社サンブーカの最も基本となる香味はスターアニス（八角）だと明かしている[13]。後述する略式な製造工程も動画で公表しており、その動画の中にはスターアニス以外にもフェンネルの種、クローブの花蕾、そしてタイムのようなハーブの画像が映し出される[13]。また砂糖と水はシロップの形で製品に加えられていることも明かしている[13]。
- ロッシ・ダジアーゴ社は同社のアンティコ・サンブーカには18種類のハーブやスパイスが使われていることを明かしており、その内9種類の名前をやはり公式ウェブサイトで公表している[16]。その9種類はスターアニス、フェンネル、シナモン、コリアンダー、白胡椒、オレンジの果皮、ビター・オレンジの果皮、ニガヨモギ、アイリス[注釈 1]としている[16]。
- ガリアーノ社は、アニシード、スターアニス、フェンネル、ミントなどを使用していることを公表している[15]。
- ベルタ社のサンブーカ ディ アニゼ （Sambuca DiAnisè）にはアニシード、エルダーの花など使用されていると公表している[14]。
- サゼラック社のロマーナ・サンブーカは、セイヨウニワトコ（エルダー、どの部分かは非公表）とリコリス及び秘密のハーブとスパイスとしている[17]。
- ペルノ・リカール社のサンブーカ・ラマゾッティは、スターアニス、フェンネル、クローブ、シナモン、コリアンダーなどを使用していると明かしている[18]。

なお日本の書籍ではエルダーが香味の基調と書かれているものが多いが、ベルタ社やサゼラック社のように使用していることを公表している会社もあるが、アネトール成分を規定量抽出するためにはエルダーが香味の基調とは考えにくい。前述のモリナリ社に至っては、同社が製造しているサンブーカの香味にはエルダーが一切使われていないことを断言している。

### サンブーカの製法
これも銘柄によって異なっている可能性がある（通常リキュールの製法は詳細を公開しないためハッキリしない）ものの、おおよそ次のようなものとされている。
上記（サンブーカの原料の節）に挙げられているような酒に香味を添えるための原料を、まず蒸留酒に漬浸する。ある期間漬浸したことによってできる、蒸留酒に香味が抽出されてできた混成酒を蒸留する。こうして得られた香味液に、砂糖と水、さらに蒸留酒を適量加えたものが製品となる。
モリナリ社が同社ウエブサイトで明かしている製造法によると、まずはスターアニスの種は飲用アルコールと共に蒸留することでエッセンシャル・オイルを抽出する。その香味液と３種のハーブとスパイスを純飲用アルコールに加えたのち漬浸し、砂糖シロップを加え、更にデカンテーションにより液体を沈殿物から分離したものをフィルターで濾過し瓶詰めをして製品が完成する。

### サンブーカの銘柄
サンブーカの銘柄としては、サンブーカ・ディ・ガリアーノ（ガリアーノ社が製造しているサンブーカ。無論、ガリアーノとは別の酒。アルコール度数は42度。）、モリナリ社がしているサンブーカ（アルコール度数42度、エキス分36％。）、ロマーナ・サンブーカ（サゼラック社が製造しているサンブーカ。アルコール度数42度、エキス分40％。）、サンブカ・ラマゾッティ（片仮名表記ではサンブーカ・ラマゾッティとも書かれる。ペルノ・リカール社が製造しているサンブーカ。アルコール度数38度、エキス分34％。）、などがある。

### ウーゾ効果
サンブーカを水で割ると乳白色に変るウーゾ効果が現れる。これは成分にアネトールが含まれているからである。

### サンブーカの飲用法
サンブーカはストレートでも飲まれる他、例えば、サンブーカの炭酸水割りなど、カクテルの材料に使われて飲まれることもある。また基本的には食後酒である。なおサンブーカは、ストレート以外に幾つかよく知られた飲み方があるので、ここではその飲み方について記述する。

#### サンブーカ・コン・ファンタズマ
サンブーカ・コン・ファンタズマ（con il fantasma）はなんのことはない水割り若しくはオンザロックのサンブーカである。前述のウーゾ効果のため水や氷を入れると煙のように白濁が現れるため、「幽霊と共に」という詩的な名前がついた飲用法である。

#### カフェ・コレット
カフェ・コレットとは、エスプレッソと何らかの酒を少量混ぜて飲まれる、イタリア発祥の飲料である。カフェ・コレットに入れられる酒の種類は問われない（飲む人が好きな酒を入れて構わない）。それでもサンブーカは、カフェ・コレットに入れられることもある代表的な酒の1つとして知られる。なお、カフェ・コレットに入れる酒としてサンブーカを選択した場合、カフェ・コレットと呼ばれる他に、カフェ・サンブーカ（カフェ・サンブカ）と呼ばれることもある。

#### サンブーカ・コン・モスカ
サンブーカ・コン・モスカはサンブーカの有名な飲み方の1つである。これにもコーヒーが用いられるのだが、こちらはコーヒー豆そのものが用いられる。なお、この飲み方は、近年は世界的に行われている。そして、文学作品にもこの飲み方が登場している。

## サンブーカを使った混成酒

### オパール・ネラとその表記について
オパール・ネラ（Opal Nera）とは、黒色のアニス風味でリキュールの1種に分類される混成酒の銘柄である。黒色をしていることから一般に「ブラック・サンブーカ」と呼ばれてるが、サンブーカは無色透明であるとEUの法で規制されているので、サンブーカという名前そのものに黒と言う色の形容詞をつけて販売されることは許されていない。。また、片仮名表記では「オパール・ネラ・ブラック・サンブーカ」と書かれていた例も見られたが、日本以外では名称はあくまでオパール・ネラで、補足する意味合いでリキュール・アッラ・サンブーカ（サンブーカ風リキュール）や、オリジナル・ブラック・リキュールと表記が併記されていた。これはEU議会による食名称関わる複数の法令の採択、廃止、改正などにより、法規制解釈に揺れがあったことに由来する。近年ではオパール・ネラの商標名より小さいフォントでサンブーカ・ウィズ・ブラック・スパイシス（黒いスパイス入りサンブーカ）と表示されている。これは保護されている名称でも複合語による表記を商品名より小さいフォントで併記する事を認めていた今では廃止された法令による（廃止は2021年7月30日）。その法案が施行されていた間には、その商品で使用されているアルコールの全てが保護名称対象のスピリットから製造されており、そこにその他の食品由来の成分を加えて色が付いたのならば保護名称の名を入れた複合語の表記が可能というEU議会の答弁もあったことにもよる。つまりはここで取られていた対処はサンブーカが黒いのではなく、透明なサンブーカに「黒い」スパイスを加えているという補足表記であった。しかし現在（2021年12月）複合語表記に関する法令が廃止されて間もなく、前後して既存の名称保護の法令も2019年に改正されていることもあり、今後どのような法解釈されるのか不明なこともあり、本稿ではそのような規制の変遷に鑑みてこのリキュールの表現をオパール・ネラに統一する。

#### オパール・ネラの概要
オパール・ネラは、1989年に発売された黒色のリキュールである。なお、酒名にあるオパール・ネラとは「黒いオパール」という意味である。オパール・ネラのベースとなっているのは、ビート（テンサイ）を原料として作られた中性スピリッツである。アルコール度数は40度。なお、エキス分については30％と書いてある書籍と、エキス分は35％と書いてある書籍があって、日本ではデータが混乱している。1989年当時にも黒ビールやコーヒー・リキュールのように黒っぽい色をした酒は存在していたものの、どれも赤い色が混ざった暖色系のブルネットのような色、つまり黒味がかった茶色の酒であった。これに対して、このオパール・ネラは、紫色系の黒色で、この色は従来の酒には存在しないものだった。このため、オパール・ネラが登場した当時は「黒い衝撃」とも言われた。なお、この黒色はエルダーの実の色から抽出されたものである。

#### オパール・ネラの原料と製法
ビートを醗酵させて作った醸造酒を蒸留することによって作った、中性スピリッツをベースとして使っているのは先述の通りである。ここに、アニシード、スターアニス（八角）、エルダーの花（セイヨウニワトコ）、オレンジの花、エルダーベリー（エルダーの実）、コリアンダー、シナモン、クローブ、シチリアレモンの果皮などを用いて香味付けを行う。特にエルダーベリーを加えることで黒色を出している。
オパール・ネラを製造するFratelli Francoli社は、公式ウェブサイトで簡単な製造工程を紹介している。それによると、香味の材料は全部個別に漬浸後蒸留、若しくは漬浸され、それぞれの香味の蒸留酒と香味の抽出液を中性スピリッツに加え、更にテンサイの砂糖から作られたシロップを加えるとしている。混成酒はその後3-4カ月熟成される。なお漬浸後蒸留されるのはアニシード、スターアニス、エルダーの花、オレンジの花、レモンの果皮で、漬浸されるのはコリアンダー、シナモン、クローブ、エルダーベリーとしている。

#### オパール・ネラの飲用法
オパール・ネラはストレートでも飲まれる他、カクテルの材料に使われて飲まれることもある。以下に比較的よく知られたカクテルを挙げる。

##### ブラック・レイン
ブラック・レインはスパークリングワインをベース（基酒）とするカクテルである。オパール・ネラの影響で、その名の通り黒い色に仕上がる。

##### ブラック・トルネード
ブラック・トルネードとは、冷たいタイプのロングドリンクに分類される、カクテルの1つである。このカクテルは、1997年に開催されたカクテルコンクールのグランプリ作品であり、創作者は梨木美裕樹である。このため、日本では比較的知られたカクテルの1つである。

##### ブラック・トルネードの標準的なレシピ
- ホワイト・ラム ＝ 30ml
- オパール・ネラ ＝ 30ml
- ライム・ジュース ＝ 20ml
- イエーガーマイスター ＝ 1tsp
- ライムの果皮 ＝ 飾り用（螺旋状にむいた果皮）

##### ブラック・トルネードの作り方
螺旋状にむいたライムの果皮をコリンズ・グラス（容量300〜380ml程度）の内側に垂らし、ホーセス・ネック・スタイルのように飾った上で、クラッシュド・アイス（砕いた氷）を詰める。そこにホワイト・ラム、オパール・ネラ、ライム・ジュース、イエーガーマイスターをシェークしたものを注げば完成である。

##### ブラック・トルネードの備考
オリジナルレシピで用いられたラムの銘柄は、レモン・ハートのホワイト・ラムである。